# Nadia Coste
Pour les articles homonymes, voir Coste.
Œuvres principales
- Les Fedeylins
- Ascenseur pour le futur

Nadia Coste ou N. B. Coste, née en 1979 à Villeurbanne, est une écrivaine française pour la jeunesse.

## Biographie
Passionnée par les littératures de l'imaginaire, Nadia Coste se lance dans l'écriture dès 2004. Près de six années et neuf versions plus tard, elle publie le premier volume de la série Les Fedeylins aux éditions Gründ.
Après la parution complète des trois tomes de la saga, elle se consacre à d’autres univers de la littérature jeunesse, dont la trilogie Les Yeux de l’aigle publiée entre 2012 et 2013 chez Gründ, la série SpaceLeague aux éditions L'Équipe et Ascenseur pour le futur aux éditions Syros.
En 2015, elle s'oriente vers la littérature pour adolescent avec le roman Le Premier aux éditions Scrineo, suivi de L'Empire des Auras aux éditions du Seuil en 2016 et de Les élémentaires chez Castelmore en 2017,.
Longtemps membre actif de CoCyclics, un collectif de jeunes auteurs qui s’entraident pour améliorer leurs manuscrits grâce à la relecture critique, elle est membre de la Charte des Auteurs et Illustrateurs Jeunesse. Elle a également écrit "La Cité du Savoir".

## Œuvre

### SérieSpeaceLeague
1. Premier Match, L'Équipe, 2013
2. L'Esprit d'équipe, L'Équipe, 2013
3. Rébellion, L'Équipe, 2014
4. Cours d'entraînement, L'Équipe, 2014
5. Mise à l'épreuve, L'Équipe, 2014
6. Sélections, L'Équipe, 2014

### SérieLes Fedeylins
1. Les Rives du monde, Gründ, 2011, 391 p.  (ISBN 2-7000-2924-0)
2. Aux bords du mal, Gründ, 2011  (ISBN 2-7000-3183-0)
3. Sous la surface, Gründ, 2012  (ISBN 2-3240- 0011-3)
4. L'Ombre des pères, Gründ, 2012  (ISBN 2-3240-0012-1)

### SérieLes Yeux de l'aigle
1. Les Aiglons, Gründ, 2012
2. La Reine des nuages, Gründ, 2012
3. Le Dernier Prisonnier, Gründ, 2013

### Romans indépendants
- La Campagne aux trousses, Imaginemos, 2014, 152 p.  (ISBN 1-0912-3320-9)
- Ascenseur pour le futur, Syros, coll. « Soon », 2014, 139 p.  (ISBN 978-2-7485-1502-2)
- Le Premier, Scrineo, 2015, 311 p.  (ISBN 978-2-36740-283-3)
- L'Empire des Auras, Seuil, coll. « Jeunesse », 2016, 304 p.  (ISBN 979-1023506952)
- Seuls les alligators vous entendront crier, Scrineo, coll. « Roman d'horreur », 2016, 242 p.  (ISBN 978-2367404035)
- Les Élémentaires, Castelmore, 2017, 320 p.  (ISBN 978-2362312007)
- L'Effet Ricochet, Seuil, coll. « Jeunesse », 2017, 300 p.  (ISBN 979-10-235-0860-4)
- Papa de papier, Syros Jeunesse, 2018, 139 p.  (ISBN 978-2-7485-2488-8)
- Ma pire semaine de vacances, Castelmore, 2018, 313 p.  (ISBN 978-2-3623-1315-8)
- Jivana, ActuSF, coll. « Naos », 2018, 390 p.  (ISBN 978-2-36629-915-1)
- Rhizome, Seuil, coll. « Jeunesse », 2018, 349 p.  (ISBN 979-10-235-1050-8)
- Comment je suis devenue un robot, Syros Jeunesse, 2019, 202 p.  (ISBN 978-2-74-852630-1)
- La cité du savoir, Scrineo, 2023, 334 p.  (ISBN 2381672168)

## Prix et distinctions
- Sélection Grand Prix de l'imaginaire 2016, catégorie Romans jeunesse francophones, pour Le Premier[4]
- Prix Gayant lecture[5] 2020 pour Comment je suis devenue un robot